# Szkło samoczyszczące
Szkło samoczyszczące – szkło pokryte od zewnątrz powłoką z tlenku tytanu umożliwiającą samoczyszczenie się szkła.
Wykorzystanie właściwości fotokatalitycznych powoduje, że pod wpływem padającego promieniowania UV (część promieniowania słonecznego) następuje rozkład zanieczyszczeń organicznych na powłoce szkła. Z kolei wykorzystanie właściwości hydrofilowych powłoki powoduje, że podczas opadów deszczu zanieczyszczenia są spłukiwane. Hydrofilowość powoduje również, że woda spływa po powierzchni równą warstwą zamiast strużek czy pojedynczych kropli.
Najczęściej stosowane jest w połączeniu z innymi rodzajami szkła do produkcji szyb zespolonych, które mogą izolować termicznie, redukować hałas, chronić przed pożarem i promieniowaniem słonecznym. Aby zwiększyć poziom bezpieczeństwa, szkło dostępne jest także w wersji laminowanej lub hartowanej.
Szkło samoczyszczące znajduje zastosowanie głównie w budownictwie, w miejscach trudno dostępnych np: fasady, świetliki itp.